# 발테리 보타스
발테리 빅토르 보타스(핀란드어: Valtteri Viktor Bottas, 1989년 8월 28일~)는 핀란드의 자동차 경주 선수이다. 현재 포뮬러 원의 알파 로메오 소속으로 활동하고 있으며, 알파 로메오 입단 이전에는 2013년에서 2016년까지 윌리엄스, 2017년에서 2021년까지 메르세데스 소속으로 활동했다. 현재까지 레이스 우승 10회, 포디움 67번을 기록했으며, 메르데세스 소속 시절 컨스트럭터 챔피언십 5회 우승에 기여했다. 2019년과 2020년에는 포뮬러 원 준우승을 차지했다.